# Max C. Starkloff
Max Carl Starkloff (30 décembre 1858 - 15 janvier 1942) est un médecin américain, commissaire à la Santé publique de la ville de Saint-Louis, Missouri de 1895 à 1903 et de 1911 à 1933.
Il est connu pour avoir mis en place la fermeture de tous les lieux publics et l'interdiction de rassemblements publics de plus de 20 personnes en octobre 1918 au cours de la pandémie de grippe espagnole. Ses actions sont créditées comme étant l'un des premiers exemples de distanciation sociale de la médecine moderne,.

## Famille et jeunesse
Maximilien Carl von Starkloff naît le 30 décembre 1858 à Quincy, Illinois. Il est le troisième fils de Hugo Maximilian von Starkloff et Hermine Auguste (Reinhard) Starkloff. Starkloff renoncera plus tard à la particule « von » afin d'apparaître moins aristocratique, bien qu'il s'agisse d'un ajout récent à son nom.
Son père, le docteur Hugo von Starkloff, est un allemand immigré qui a servi dans l'Armée des États-unis en tant que chirurgien avant et pendant la Guerre Civile Américaine. Il a aussi été un Consul des États-Unis à Brême, en Allemagne. Lors de sa prise de poste, von Starkloff « a atterri au milieu d'une panique liée au choléra et passa à l'action, définissant des mesures sanitaires qui ont empêché l'épidémie d'atteindre les paquebots en partance pour les États-Unis ».
Sa demi-sœur est Irma S. Rombauer, auteure de The Joy of Cooking. Max Starkloff, son petit-fils, est un militant des droits des personnes handicapées.
Starkloff fréquente les écoles publiques, puis rejoint l'Académie militaire de Pennsylvanie (aujourd'hui la Widener University) à Chester. Il a reçu son diplôme de médecine du St. Louis Medical College (à présent la Washington University School of Medicine).

## Premier mandat et la tornade de 1896 à Saint-Louis

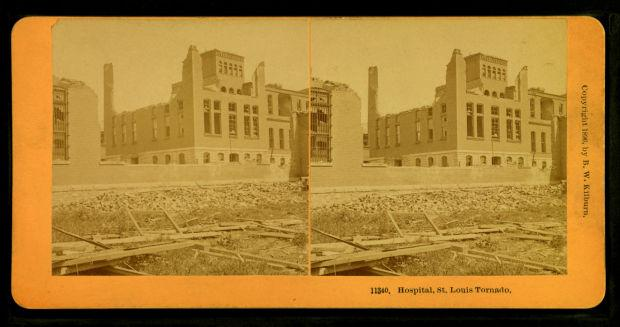
Stéréogramme de la destruction de l'Hôpital de la ville de Saint-Louis lors de la tornade de 1896.

En 1895, le maire de Saint-Louis, Cyrus Walbridge, nomme Starkloff pour un premier mandat de Commissaire à la Santé de Saint-Louis. Starkoff publie dans l'année une brochure sur la façon d'éviter les maladies transmissibles.
L'année suivante, la troisième tornade la plus meurtrière de l'histoire des États-Unis frappe Saint-Louis, laissant place à une bande de destruction de 4,8 kilomètres dans le noyau urbain, tuant près de 200 citoyens et en blessant un millier de plus en plus de détruire les 8 000 bâtiments.
L'hôpital principal de la ville est détruit. Alors que Starkloff se rend à l’hôpital depuis son bureau à l'hôtel de Ville, la chute d'un poteau casse son bras droit. Il improvise la mise en écharpe de son bras et se rend ensuite en ambulance vers ce qui reste de l'hôpital. Starkloff y prend alors en charge la coordination des secours et ce malgré sa blessure. Ce n'est qu'après plusieurs heures de travail que son bras est diagnostiqué comme cassé.
Il installe l'hôpital provisoire dans un couvent vacant ; il y restera plusieurs années, jusqu'à ce que la construction de l'hôpital de remplacement soit suffisamment avancé.
Son premier mandat se termine en 1903,.

## Deuxième mandat et pandémie grippale de 1918

### Renouvellement candidature à la mairie
Le maire Frédéric Kreismann reconduit Starkloff comme Commissaire à la santé publique en 1911.
En 1913, Starkloff se présente face au Républicain Henry de Kiel pour l'élection municipale et perd. Néanmoins, les deux hommes, membres du même parti, sont restés en bons termes.

### La grippe arrive à Saint-Louis
Conscient de l'impact de la grippe à New York au début de 1918 et en particulier lors de l'été à Boston, Starkloff commence les préparatifs pour Saint-Louis. Il demande que tous les médecins signalent chaque cas de grippe à son bureau. Starkloff publie ensuite un article sur l'atténuation de la pneumonie, conseillant aux gens d'éviter les malades, les foules, l'alcool et la fatigue, et à chercher de l'air frais. Bien qu'il pensait que les malades devaient eux-mêmes se mettre en quarantaine, il ne pense pas que plus d'actions soient nécessaires.
Dans les premiers jours d'octobre 1918, des foyers de contagion de la grippe pandémique sont signalés dans le Missouri. Le 4 octobre, Springfield rapporte 130 cas. Le premier cas au poste militaire de Jefferson Barracks, à environ 10 miles au sud de Saint-Louis, est rapporté le 1er octobre, et en moins d'une semaine, atteint les 800 cas.
Starkloff demandé au Conseil Communal des pouvoirs spéciaux, mais le maire Keil pense qu'aucune mesure ne doit être prise. Toutefois, le 7 octobre, 115 cas de grippe sont signalés à Saint-Louis, et compte tenu des presque 1000 cas recensés à Jefferson Barracks, Starkloff pense que des mesures draconiennes sont nécessaires et conduit Keil et le Conseil à accepter ses mesures extraordinaires. Le 8 octobre, ils donnent donc à Starkloff le pouvoir d'émettre des édits de santé publique. Ils émettent également une ordonnance pour fermer à partir du 8 octobre les théâtres et autres lieux publics, et à interdire les rassemblements publics de plus de 20 personnes. L'ordre ordonne également la fermeture des écoles le 9 octobre.
Bien que le département de la santé de Saint-Louis pense que la pandémie est sous contrôle, l'effet de la pandémie de grippe atteint bientôt son apogée. Les autorités enregistrent 559 cas de grippe et 32 décès le 18 octobre 1918. Le 1er novembre, l'incidence a diminué, et le maire Keil demande que les restrictions sur les rassemblements publics soient levés, mais Starkloff refuse et prolonge le confinement pour les dix premiers jours de novembre.

### Jour de l'Armistice et de la résurgence de la grippe
Le 11 novembre 1918, les gens de Saint-Louis fêtent la fin de la Première Guerre mondiale ; cette journée est déclarée fériée (les magasins sont fermés), mais des célébrations ont lieu en extérieur. Avec le déclin de la pandémie de grippe à Saint-Louis, Starkloff concède une réouverture progressive des lieux publics.
Cela s'avère être prématuré, car la grippe est en résurgence chez les jeunes. Les écoles ont rouvert le 14 novembre, mais le 28 novembre Starkloff les ferme de nouveau et bannit les moins de 16 ans « des magasins, y compris les grands magasins, les magasins à dix-cents (ten-cent stores), et les théâtres ». Les cas de grippe atteignent un sommet le 3 décembre avec 1 467 cas, et le 10 décembre, on compte 58 décès liés à la grippe. À la fin de l'année, les nouveaux cas chutent à 50 cas par jour. Starkloff lève les restrictions le 28 décembre, et les écoles rouvrent le 2 janvier 1919.

### Efficacité des mesures
Les efforts Starkloff pour contenir l'incidence de la grippe ont eu deux résultats importants.
Tout d'abord, Saint-Louis a l'un des plus bas taux de mortalité de la grippe dans le pays. Par rapport à Philadelphie, qui avait permis la parade des prêts de la Liberté (en) rassemblant 200 000 personnes au début de la pandémie de grippe, Saint Louis avait moitié moins de décès par habitant,.
Deuxièmement, l'intervention de Starkloff a permis « d'aplatir la courbe ». En comparaison, à Boston, l'incidence de la grippe, qui a culminé avec un taux de mortalité d'environ 160 pour 100 000 environ deux semaines après le premier cas, Saint-Louis a eu un pic de moins de 60 pour 100 000 environ, six semaines après que les premiers cas furent signalés.

## Fin de vie et postérité
Le deuxième mandat de Starkloff  au titre de Commissaire à la Santé se termine en 1933.
Après une décennie d'une maladie chronique, Starkloff décède chez lui d'un nouvel épisode de pyélonéphrite le 15 janvier 1942. Cette même année, Saint-Louis renomme l'hôpital de la ville le Max C. Starkloff Memorial Hospital,.
Les précausions de Starkloff concernant la distanciation sociale  continuent d'être cités à la fois dans la littérature médicale, et dans les écrits populaires,.